# Polyporivora picta
Polyporivora picta är en tvåvingeart som först beskrevs av Johann Wilhelm Meigen 1830.  Polyporivora picta ingår i släktet Polyporivora och familjen svampflugor. Arten är reproducerande i Sverige. Inga underarter finns listade i Catalogue of Life.